# ファントフト・スターヴ教会
ファントフト・スターヴ教会（Fantoft Stave Church , Fantoft Stavkirke）は、ノルウェーのソグン・オ・フィヨーラネ県、ルステル地区のフォットンに建てられた後、ホルダラン県の都市ベルゲンのファナ地区に移築されたスターヴ教会（樽板教会）である。

## 概要
ファントフト・スターヴ教会はソグン・オ・フィヨーラネ県内のルステル地区、ソグネ・フィヨルドに面するフォットンに1150年頃に建築されたスターヴ教会である。教会の内装の装飾などは、ヴァイキング船に使用されたデザインと同じものである。19世紀の中頃、この教会はノルウェー国内の他のスターヴ教会と同様、取り壊しの危機に直面していた。その後、保存のため、この教会はノルウェーの実業家であり政治家でもあったFredrik Georg Gadeによって買い取られ、1883年にベルゲンのファナ地区に移築された。この際、ファントフト・スターヴ教会の外見は、ボルグンド・スターヴ教会を参考に、元のデザインよりも勇壮なものに変更されている。
1992年6月6日、ファントフト・スターヴ教会は、当時のノルウェーのブラックメタルミュージシャンや関係者から構成されたブラックメタル・インナーサークルと呼ばれる過激集団のメンバーにより放火され焼失した。これら一連の事件では、ファントフト・スターヴ教会だけでなく複数の教会への放火が行われている。1994年になって、インナーサークルの中心メンバーの一人である、ブラックメタルバンド"バーズム"のリーダーであるヴァーグ・ヴァイカーネス（カウント・グリシュナック）が、複数の教会への放火容疑で逮捕され、いくつかの事件について有罪となったが、ファントフト・スターヴ教会への放火については陪審により無罪となっている。ヴァーグ・ヴァイカーネスがこの事件への関与を疑われた背景として、1993年に発表されたバーズムのミニアルバム「Aske」のCDジャケットに、焼け落ちたファントフト・スターヴ教会の写真が使われていた事も無関係では無いと見られる（アルバム名のAske、は英語のAsche、つまり「灰」を意味する）。これら一連の放火事件は、サタニズム（悪魔崇拝）に基づくものとして話題となったが、後のヴァーグ・ヴァイカーネスへのインタビューによれば、サタニズムではなく、ペイガニズム的思想、つまり、キリスト教により衰退したノルウェーの土着宗教による報復、というような考え方に基づくものであるという見解であった。しかしながら、スターヴ教会の屋根に取り付けられた火を吹く竜をかたどった竜頭は、もともと"異教"であったキリスト教に対する"魔除け"の意味を持つものでもあった事を考えると、この教会がインナーサークルの攻撃対象となったのは皮肉な事であると言える。
ファントフト・スターヴ教会の再建は1997年5月に完了し、現在に至っている。